# 川西市

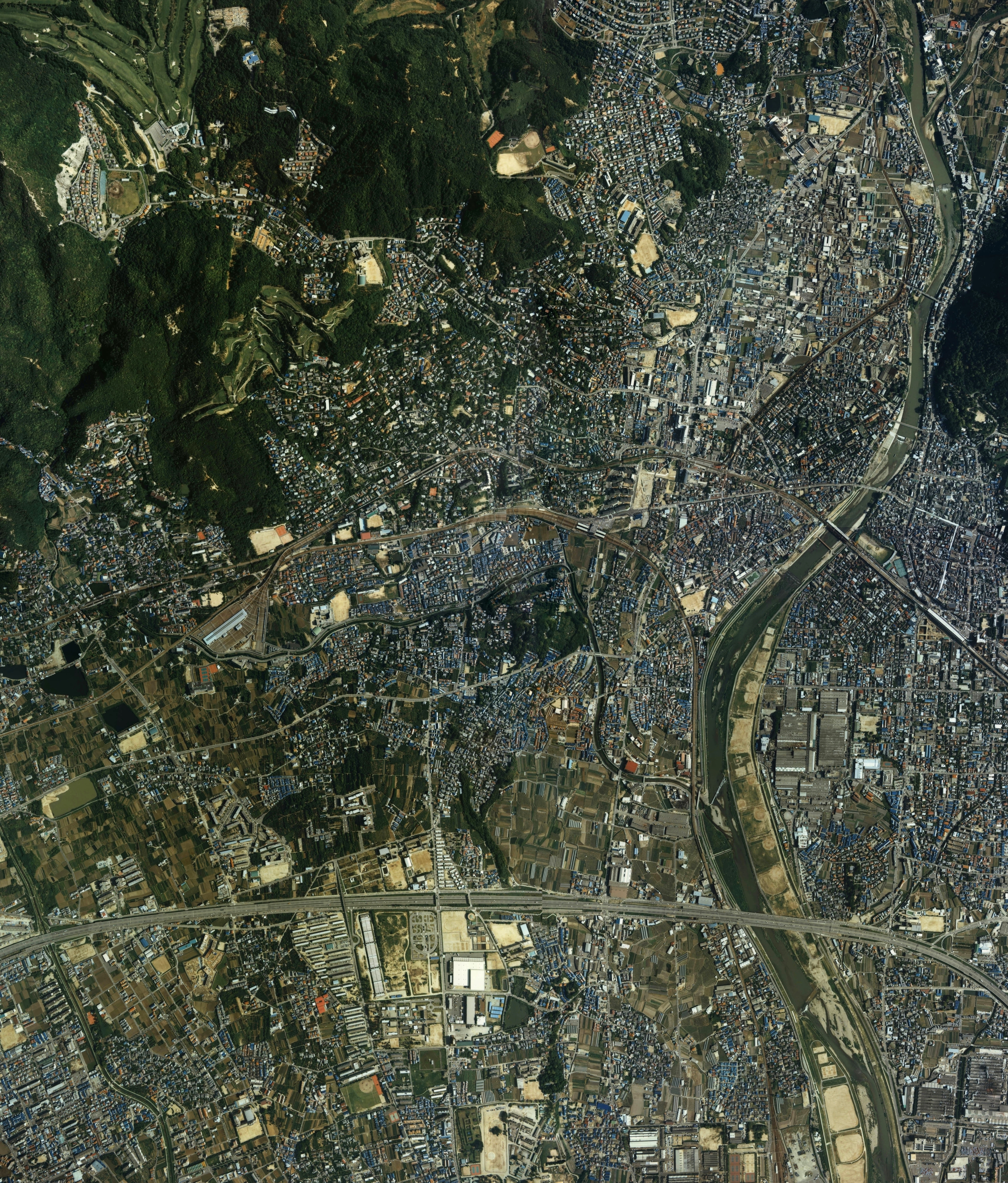
川西市中心部周辺の空中写真。1985年撮影の6枚を合成作成。。

川西市（かわにしし）は、兵庫県の南東部に位置する市。大阪府との府境に面する。阪神北県民局管轄区域。

## 概要
清和天皇の後裔の源満仲が多田神社のある地域に源氏武士団を形成し、後に鎌倉幕府を開く源頼朝など清和源氏の本拠地となる。当市は武門源氏発祥の地として、市の在住者、ゆかりのある者、市長の認めた者などの中から「源氏ふるさと大使」を任命し地域振興に取り組んでいる。
市域は地図上ではタツノオトシゴの形に似ていて、イメージキャラクター（ゆるキャラ）として金太郎の形をした「きんたくん」が存在する。「ココロにボウカ」の意識を市民に根付かせる救世主として防火キャラクターの「きんすけくん」がある。
川西市は、人権擁護都市宣言と非核平和都市宣言を揚言している。

## 歴史
- 古代から近世まで南部は摂津国川辺郡雄家郷（おべごう）に、北部は摂津国川辺郡大神郷（おおむちごう）に所属。
- 6世紀前半 - 勝福寺古墳が作られたと伝えられる。
- 970年 - 源満仲が多田院を建てる。
- 11世紀ごろ - 多田銀銅山の採掘が始まる。
- 1584年（天正12年） - 山下城が開城し廃城。
- 17世紀 - 多田銀銅山の最盛期。
- 伊能忠敬がこの地域を測量。
- 1884年（明治17年） - 三菱商会が日本国内初の飲料水工場を平野に創設。平野水（後の三ツ矢サイダー）として販売。
- 1913年（大正2年）4月8日 - 箕面有馬電気軌道が川西能勢口駅を開設。
- 1913年（大正2年）4月13日 - 能勢電気軌道（現・能勢電鉄）が川西能勢口駅から一ノ鳥居駅（現・一の鳥居駅）まで開通。
- 1953年（昭和28年）- 公立高校入試において総合選抜実施。
- 1954年（昭和29年）8月1日 - 川辺郡川西町・多田村・東谷村が合併して川西市が発足。
- 1960年（昭和35年）- 
  - 総合選抜廃止。
  - 4月1日 - 毎日新聞社機が市内加茂猪名の住宅に墜落して炎上。乗員4人中3人、住民1人が死亡、2人が重軽傷[1]。
- 1971年（昭和46年）- 総合選抜再実施。
- 1982年（昭和57年）- 16年の歳月と638億円の巨費を投じた一庫ダムが完成。
- 1995年（平成7年）1月17日 - 阪神・淡路大震災。川西市内では4人が死亡・551人が負傷、住宅全壊554棟・半壊2,728棟・一部損壊6,041棟[2]。
- 2009年（平成21年）- 総合選抜廃止。
- 2011年（平成23年）3月18日 - 同年3月11日に発生した東北地方太平洋沖地震で「東日本大震災川西市支援対策本部」を設置。

## 人口
| |                                        |  |
| 川西市と全国の年齢別人口分布（2005年） | 川西市の年齢・男女別人口分布（2005年） |  |
| ■紫色 ― 川西市 ■緑色 ― 日本全国 | ■青色 ― 男性 ■赤色 ― 女性              |  |
| 川西市（に相当する地域）の人口の推移 \| 1970年（昭和45年） \| 87,127人 \| \| \| 1975年（昭和50年） \| 115,773人 \| \| \| 1980年（昭和55年） \| 129,834人 \| \| \| 1985年（昭和60年） \| 136,376人 \| \| \| 1990年（平成2年） \| 141,253人 \| \| \| 1995年（平成7年） \| 144,539人 \| \| \| 2000年（平成12年） \| 153,762人 \| \| \| 2005年（平成17年） \| 157,668人 \| \| \| 2010年（平成22年） \| 156,423人 \| \| \| 2015年（平成27年） \| 156,375人 \| \| \| 2020年（令和2年） \| 152,321人 \| \| |                                        |  |
| 総務省統計局 国勢調査より |                                        |  |
| 1970年（昭和45年） | 87,127人                               |  |
| 1975年（昭和50年） | 115,773人                              |  |
| 1980年（昭和55年） | 129,834人                              |  |
| 1985年（昭和60年） | 136,376人                              |  |
| 1990年（平成2年） | 141,253人                              |  |
| 1995年（平成7年） | 144,539人                              |  |
| 2000年（平成12年） | 153,762人                              |  |
| 2005年（平成17年） | 157,668人                              |  |
| 2010年（平成22年） | 156,423人                              |  |
| 2015年（平成27年） | 156,375人                              |  |
| 2020年（令和2年） | 152,321人                              |  |

## 行政

### 市長
- 市長：越田謙治郎（2018年10月28日就任、2期目）

| 代   | 氏名         | 就任           | 退任           | 備考                                            |
| ---- | ------------ | -------------- | -------------- | ----------------------------------------------- |
| 初代 | 小笠原新三郎 | 1954年         | 1966年         |                                                 |
| 2代  | 伊藤龍太郎   | 1966年         | 1990年         | 退任直後の1990年9月24日、贈収賄事件により逮捕。 |
| 3代  | 辻正男       | 1990年8月      | 1990年10月     | 選挙違反事件により辞職。                        |
| 4代  | 柴生進       | 1990年10月28日 | 2006年10月27日 |                                                 |
| 5代  | 大塩民生     | 2006年10月28日 | 2018年10月27日 |                                                 |
| 6代  | 越田謙治郎   | 2018年10月28日 | 現職           |                                                 |

### 兵庫県の出先機関
- 兵庫県企業庁猪名川広域水道事務所多田浄水場
- 兵庫県土地開発公社阪神事務所

### 警察
- 兵庫県川西警察署

## 議会

### 兵庫県議会
- 選挙区：川西市及び川辺郡選挙区
- 定数：3人
- 任期：2023年4月30日 - 2027年4月29日
- 投票日：2023年4月9日
- 当日有権者数：154,054人
- 投票率：43.32％

| 候補者名 | 当落 | 年齢 | 党派名       | 新旧別 | 得票数   |
| -------- | ---- | ---- | ------------ | ------ | -------- |
| 斉藤真大 | 当   | 31   | 日本維新の会 | 現     | 18,857票 |
| 北上哲仁 | 当   | 51   | 無所属       | 新     | 16,504票 |
| 麻田寿美 | 当   | 56   | 公明党       | 新     | 13,695票 |
| 磯部裕子 | 落   | 58   | 自由民主党   | 新     | 13,695票 |
| 中西典章 | 落   | 48   | 無所属       | 新     | 4,059票  |

### 衆議院
- 任期 ： 2021年（令和3年）10月31日 - 2025年（令和7年）10月30日（「第49回衆議院議員総選挙」参照）
- かつて、兵庫県第6区では、現在の東京都知事である小池百合子も選出（1996年 - 2003年）されていた。

| 選挙区 | 議員名     | 党派名       | 当選回数 | 備考     |
| --- | ---------- | ------------ | -------- | -------- |
| 兵庫県第5区（川西市（旧東谷村域）、豊岡市、三田市、丹波篠山市、 養父市、丹波市、朝来市、猪名川町、香美町、新温泉町） | 谷公一     | 自由民主党   | 7        | 選挙区   |
| 兵庫県第5区（川西市（旧東谷村域）、豊岡市、三田市、丹波篠山市、 養父市、丹波市、朝来市、猪名川町、香美町、新温泉町） | 遠藤良太   | 日本維新の会 | 1        | 比例復活 |
| 兵庫県第6区（川西市（旧東谷村域を除く）、宝塚市、伊丹市）                                                            | 市村浩一郎 | 日本維新の会 | 4        | 選挙区   |
| 兵庫県第6区（川西市（旧東谷村域を除く）、宝塚市、伊丹市）                                                            | 大串正樹   | 自由民主党   | 4        | 比例復活 |
| 兵庫県第6区（川西市（旧東谷村域を除く）、宝塚市、伊丹市）                                                            | 桜井周     | 立憲民主党   | 2        | 比例復活 |

## 市章・市歌
市章・市歌とも市制を施行した1954年（昭和29年）に制定された。
市章は漢字の「川」と「西」を組み合わせて円形に図案化したもので、隣接する宝塚市の市章と同じ日本マーク・クラブ会員の小島敏夫が応募したデザイン案が採用された。中央の「川」は市の東を流れる猪名川を、円形の「西」は平和と円満を表している。
市歌は135編の応募作から1947年（昭和22年）に制定された「兵庫県民歌」の作詞者でもある野口猛の作品が選ばれた後、市からの依頼で宝塚歌劇団理事の酒井協が作曲を手掛け、12月1日の市制祝賀式で発表された。

## 姉妹都市・提携都市

### 日本
- 千葉県香取市 - 1990年8月1日 旧佐原市と姉妹都市提携

平将門らが下総国で起こした承平天慶の乱（940年）を平定するため、源満仲は帝の命を受け出兵した。この時、満仲は香取神宮の傍らに約100日間布陣した。ここが現在の光明院にあたり、満仲は、この地が摂津国多田庄（現在の川西市）によく似ているところから「多田」と名付けた。満仲の他界後その訃報が伝えられると、下総国に残った源一門の手で光明院に供養塔が建立された。1976年（昭和51年）に、NHK大河ドラマ「風と雲と虹と」で話題になったのを機に1977年（昭和52年）から佐原市と川西市の交流が始まり、姉妹都市提携が結ばれた。

### 日本国外
- アメリカ合衆国ケンタッキー州ボーリンググリーン - 1992年10月16日 姉妹都市提携

川西にも姉妹都市をという市民の声を受け、国際交流のありかたについて検討の結果、海外姉妹都市を結ぶにあたっては、まず最初は英語圏の都市が望ましいとの結論を得た。市民から多数の推薦があった中、既に日本に姉妹都市を持つ市、人口規模がかけ離れている市等を除き、最終的に4市に絞り、調査を行った。その内の一つ、市民の村口光子氏が紹介した、ボーリンググリーン市は、緑豊かで優れた教育施設や医療機関も備え、犯罪も少なく、大変魅力のあることがわかった。また、川西市の意向を先方に伝えたところ、ボーリンググリーン市側も非常に乗り気であったことから、話が進み、1992年（平成4年）10月16日、川西市で調印が行われた。しかし、2016年（平成26年）9月、ボーリンググリーン市から姉妹都市解消のメールが届き、川西市は可能な範囲での交流を模索したが、2021年（令和3年）3月31日をもって姉妹都市提携が解消された。

## 隣接する自治体
大阪市への通勤率は23.2%である（平成22年国勢調査）。
- 兵庫県
  - 伊丹市、宝塚市、川辺郡 猪名川町
- 大阪府
  - 池田市、箕面市、豊能郡豊能町、豊能郡能勢町

## 交通
市内では鉄道・道路・バス網が整備されており、特に市南部の中心地からは大阪都心まで20分圏内である。

### 鉄道
西日本旅客鉄道（JR西日本）
- 福知山線（JR宝塚線）
  - 川西池田駅

阪急電鉄（阪急）
- 宝塚本線
  - 川西能勢口駅

能勢電鉄
- 妙見線

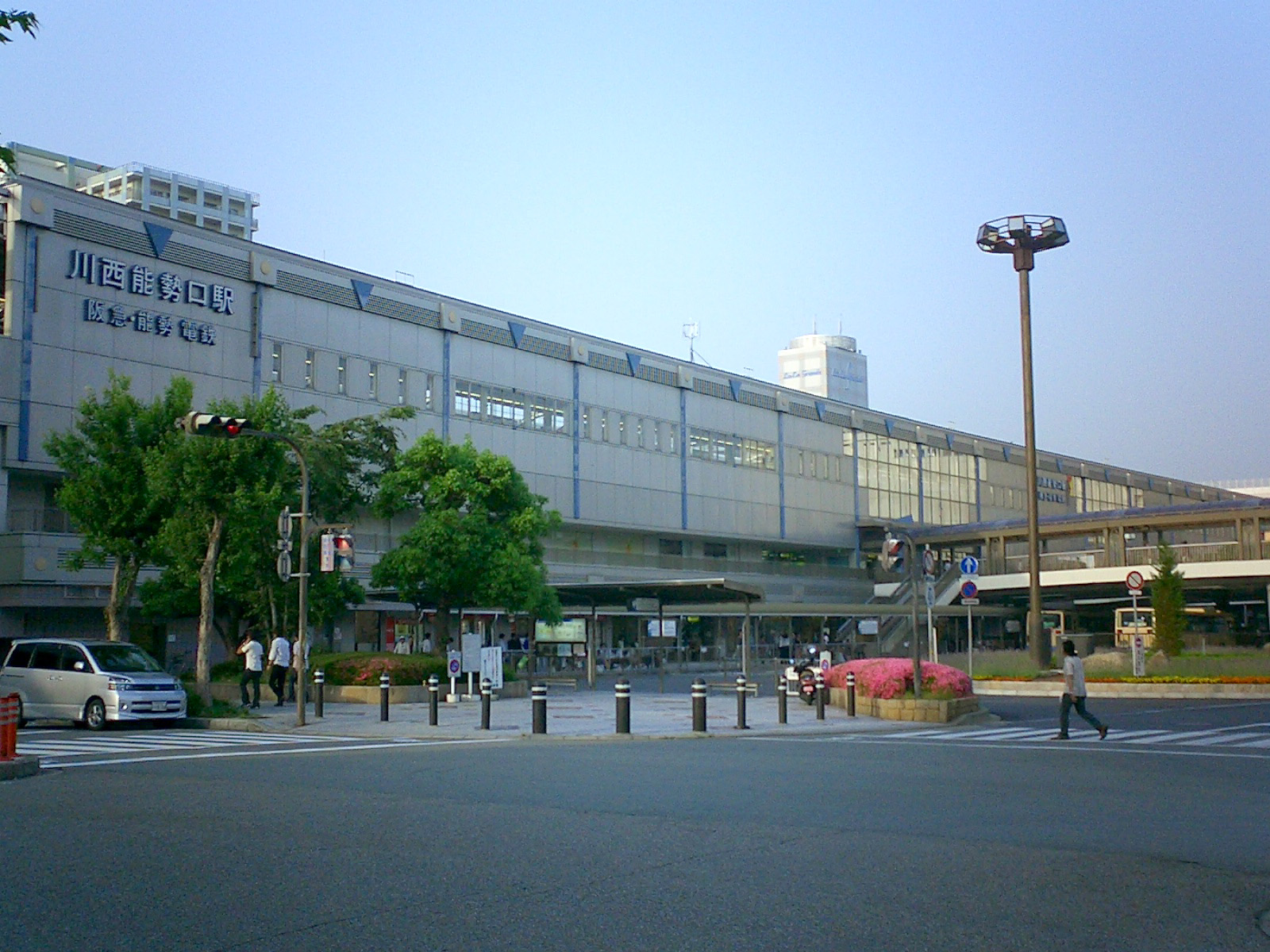
川西能勢口駅

  - 川西能勢口駅 - 絹延橋駅 - 滝山駅 - 鶯の森駅 - 鼓滝駅 - 多田駅 - 平野駅 - 一の鳥居駅 - 畦野駅 - 山下駅 - 笹部駅
- 日生線
  - 山下駅
- 中心となる駅：川西能勢口駅、川西池田駅（両駅間はペデストリアンデッキで結ばれており、徒歩連絡も可能である。）

市中心部の川西池田・川西能勢口両駅を軸として、阪急宝塚本線は東西に、JR福知山線は南から西へと走る。なおJR福知山線・北伊丹駅については北改札口は川西市、南改札口は伊丹市に属する。能勢電鉄は川西能勢口から北上し、市内を縦断する。

### 道路
- 高速自動車国道
  - 中国自動車道（市内通過）
  - 新名神高速道路
    - 川西IC
- 阪神高速道路
  - 11号池田線 川西小花出入口
- 一般国道
  - 国道173号（能勢街道）
  - 国道176号
  - 国道477号（川園線）
- 主要県道
  - 兵庫県道12号川西篠山線
  - 兵庫県道13号尼崎池田線（産業道路）
  - 兵庫県道68号川西三田線
- 一般県道
  - 兵庫県道130号多田停車場多田院線
  - 兵庫県道185号絹延橋停車場線
  - 兵庫県道186号花屋敷停車場線
  - 兵庫県道187号雲雀丘停車場線
  - 兵庫県道325号切畑多田院線
  - 兵庫県道333号寺本川西線
  - 兵庫県道721号川西インター線
  - 大阪府道・兵庫県道604号野間出野一庫線
  - 兵庫県道・大阪府道605号国崎野間口線

### バス
- 阪急バス - 市内に清和台営業所が存在し、猪名川営業所（猪名川町）と一体で運営し乗務員（運転士）は猪名川・清和台の両営業所に一括して所属し、乗務によって受け持つ営業所が変わり阪急川西能勢口以北から猪名川町方面の路線を担当する[補足 1]。このほか川西能勢口駅から伊丹市方面や雲雀丘花屋敷駅から当市の飛地である満願寺方面は伊丹営業所が担当する。
- 伊丹市交通局 - 市南部の久代地区に阪急伊丹、JR伊丹から宝塚市の山本団地に行く路線が乗り入れる。

### 空港
隣接する伊丹市・池田市には大阪国際空港がある。川西市は空港地元自治体の連合の大阪国際空港周辺都市対策協議会（10市協）の一員である。

## 名所・旧跡・観光スポット・祭事・催事
- 多田神社 拝殿は国の重要文化財

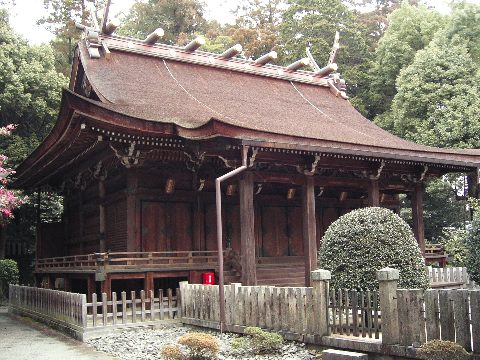
多田神社

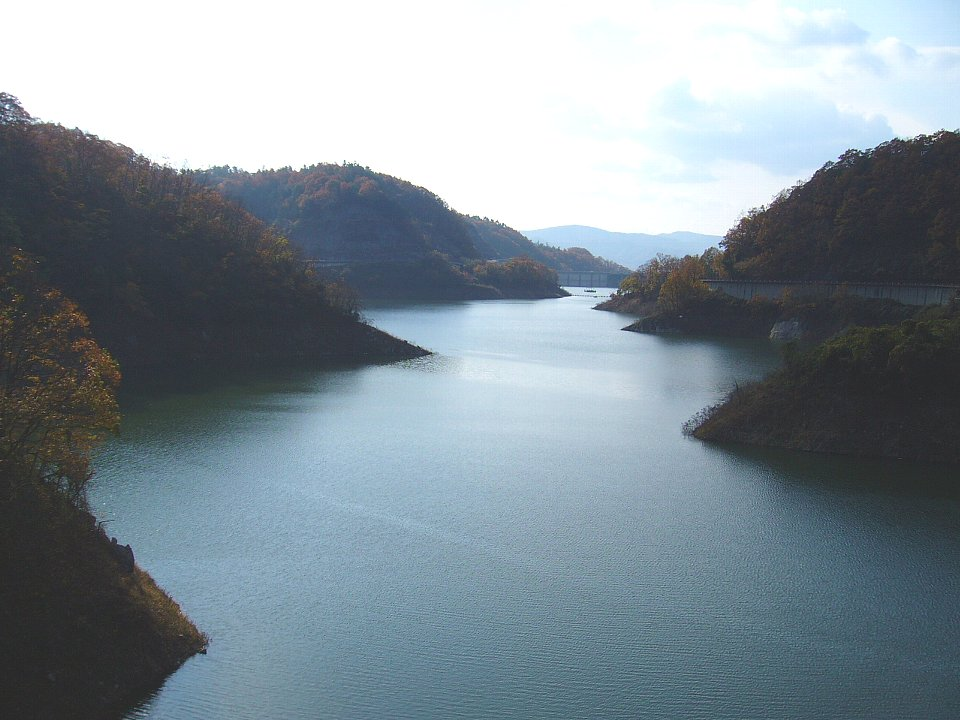
知明湖

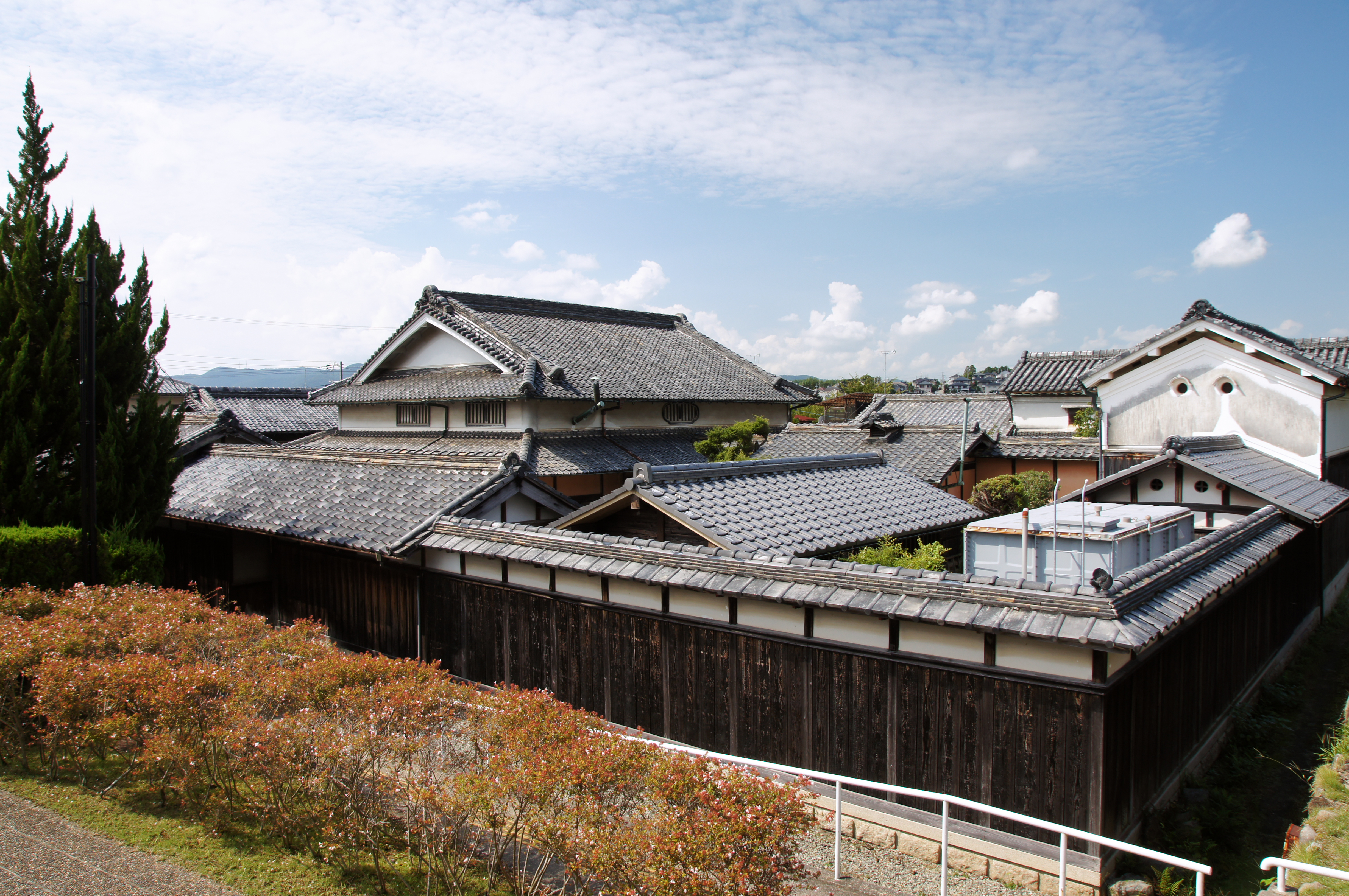
川西市郷土館

- 満願寺 - 新西国三十三箇所観音霊場第13番 寺の位置する満願寺町は周囲を宝塚市に囲まれた、川西市の飛地である。
- 九頭神社
- 猪名川渓谷県立自然公園
- 兵庫県立一庫公園
- 一庫ダム、知明湖（ダム湖百選）
- 山下城
- 新田城
- 多田銀山
- 加茂遺跡
- 栄根遺跡
- 勝福寺古墳
- 川西市郷土館
  - 旧平賀邸 - 大正8年築の英国風西洋館、猪名川沿いにあった平賀義美の大邸宅の一部
- 水口家住宅 - 明治5年築の民家（母屋、蔵、井戸屋は国の登録有形文化財）[
- 鳴尾ゴルフ倶楽部
- 川西まつり〜街はカーニバル！〜
- 源氏祭り
- ナイチンゲール像
- 源満仲公像
- 川西市歴史民俗資料館
- 川西市みつなかホール
- 猪名川花火大会

## 特産品及び産業
- イチジク
- 桃
- 栗
- 木炭
- ダイハツ工業多田工場
- ベーリンガーインゲルハイム日本法人 研究開発部門の拠点だったが神戸市に一部移転。

隣の池田市にダイハツ工業本社があるため、関連企業が市南部中心に存在する。市北部では特産品の農業地域が点在する。

### 金融
指定金融機関:池田泉州銀行・三井住友銀行2行による輪番制

### 川西市内に本社を置く企業
- 吉永建設株式会社
- 株式会社ヨシナガ
- 能勢電鉄
- 西日本不動産
- ダイイチホーム
- 第一建設株
- たいせい住宅兵庫
- 日拓ハウジング
- セレ・ナス
- ダイハツメタル
- ミカド商事
- テクノアート[補足 2]
- 夢・ホーム
- 川西航空機器工業
- アルファー製作所
- 共栄技研
- 豊能化工機
- エル・テール
- エヌ・イー・ティ
- 川西水道機器
- セレ・コーポレーション
- 日本テクノ
- エムアイオージャパン
- 道田工務店
- Wave Technology

## 教育
市内には私立の小学校、中学校、高等学校は存在せず、全て公立である。高校入試は伊丹市、猪名川町と合同で総合選抜のシステムをとっていたが、平成21年度に廃止された。

### 小学校・中学校
小・中学校の通学区域の指定は「小学校・中学校区の一覧」による。
| 市立小学校           | 市立中学校           | 市立小学校             | 市立中学校           |
| -------------------- | -------------------- | ---------------------- | -------------------- |
| 川西市立久代小学校   | 川西市立川西南中学校 | 川西市立緑台小学校     | 川西市立緑台中学校   |
| 川西市立加茂小学校   | 川西市立川西南中学校 | 川西市立陽明小学校     | 川西市立緑台中学校   |
| 川西市立川西小学校   | [ 補足 3 ]           | 川西市立清和台小学校   | 川西市立清和台中学校 |
| 川西市立川西北小学校 | 川西市立川西中学校   | 川西市立清和台南小学校 | 川西市立清和台中学校 |
| 川西市立桜が丘小学校 | 川西市立川西中学校   | 川西市立けやき坂小学校 | 川西市立清和台中学校 |
| 川西市立明峰小学校   | 川西市立明峰中学校   | 川西市立東谷小学校     | 川西市立東谷中学校   |
| 川西市立多田小学校   | 川西市立多田中学校   | 川西市立牧の台小学校   | 川西市立東谷中学校   |
| 川西市立多田東小学校 | 川西市立多田中学校   | 川西市立北陵小学校     | 川西市立東谷中学校   |

### 高等学校
- 兵庫県立川西緑台高等学校
- 兵庫県立川西北陵高等学校

- 兵庫県立川西明峰高等学校
- 兵庫県立川西高等学校 - (2015年兵庫県立阪神昆陽高等学校に統合・閉校)

### 特別支援学校
- 兵庫県立川西カリヨンの丘特別支援学校
- 川西市立川西養護学校

### 短期大学
- 大阪青山短期大学北摂キャンパス
- 東洋食品工業短期大学

### 大学
- 大阪青山大学北摂キャンパス

## 住宅団地
- 県営東多田住宅
- 県営清和台住宅
- 県営けやき坂住宅
- 県営下加茂住宅

なお市内にはUR賃貸住宅が一切存在せず、これは兵庫県の阪神地域の市、明石市や三木市以東の市、並びに旧摂津国の市では唯一の事例である。

## 市外局番
- 市外局番は全域が072（池田MA）となる。兵庫県下で市外局番072はほかには隣接している伊丹市、川辺郡猪名川町の全域と宝塚市の一部[補足 6]も採用している。また、兵庫県下で市外局番に079または079Xを採用していないのは前述の伊丹市と川辺郡猪名川町の他に尼崎市（全域が06（大阪MA））と明石市（全域が078（神戸MA））の5市町のみである。

## 著名な出身者

### 芸能
- 浦浜アリサ（モデル）
- 小田井涼平（俳優。コーラスグループ純烈の元メンバー）
- 乙華菜乃（宝塚歌劇団星組娘役）
- 桂福点（落語家。日本初の視覚障害を持つ落語家）
- 加納葉月（グラビアアイドル）
- 川野翔（お笑いタレント）
- 綺咲愛里（元宝塚歌劇団星組トップ娘役）
- 子安裕樹（漫才コンビ・ヘンダーソン）
- 重岡大毅（アイドル、WEST.）[9]
- 壮一帆（元宝塚歌劇団雪組トップスター）
- 大湖せしる（元宝塚歌劇団雪組娘役）
- 高樹リサ（タレント、ラジオDJ）
- 寺門ジモン（ダチョウ倶楽部）
- 西野亮廣（絵本作家、漫才コンビキングコング）
- 松下奈緒（女優、出生地は奈良県生駒市）
- 森下ひさえ（女優）
- 由美かおる（女優、源氏のふるさと大使）

### 報道
- 井上智晶（岩手めんこいテレビアナウンサー）
- 高田寛之（中部日本放送アナウンサー）
- 藪内広之（毎日放送ドラマプロデューサー）

### スポーツ
- 浅田梨紗（高飛び込み選手）
- 大角健二（報徳学園高等学校野球部監督）
- 小川拓朗（ラグビー選手）
- 小川直毅（サッカー選手）
- 加納陸（プロボクサー）
- 河口正史（アメフト選手）
- 岸田行倫（プロ野球巨人捕手）
- 呉屋大翔（サッカー選手）
- 黒山健一 （オートバイ・トライアル・ライダー）
- 奈良くるみ（女子プロテニス選手）
- 原口拓人（サッカー選手）
- ビリーケン・キッド（プロレスラー）
- 古田敦也（プロ野球東京ヤクルト元監督、捕手、川西市名誉市民）
- 細谷はるな（トライアスロン シドニーオリンピック代表）
- 町井勲（居合道家）
- 森山周（プロ野球楽天外野手）
- 山口かなめ（女子バレーボール選手）
- 山本和作（プロ野球オリックス内野手）
- 若麒麟真一（大相撲元幕内力士・尾車部屋。現プロレスラー）
- 中野司（プロバスケットボール選手）

### 音楽家
- 上田現（シンガーソングライター）
- 植村花菜（シンガーソングライター）
- 門脇更紗（シンガーソングライター）
- 金島準一郎（シンガーソングライター）
- 白藤ひかり（津軽三味線奏者、輝&輝など）
- 長井健太郎（ピアニスト）
- 則竹裕之（元T-SQUAREドラマー）
- 橋本菜津美（半熟BLOODボーカル）
- 藤原功次郎（トロンボーン奏者）
- 三浦章宏（ヴァイオリニスト）
- 森信行（元くるりドラマー）

### その他
- 大塩民生（川西市長）
- 越田謙治郎（川西市長）
- 小島秀夫（ゲームデザイナー）
- 佐治敬三（サントリー前社長）
  - 佐治信忠（サントリー会長。敬三の息子。）
- 西畠清順（そら植物園株式会社代表取締役）
- 平松一夫（関西学院大学商学部教授、元学長）
- 藤本安騎生（俳人）
- 松野秋鳴（ライトノベル作家）
- 三谷忠之（法学者、弁護士）
- 屋鋪要（元プロ野球外野手、鉄道文化人）
- 山田隆持（NTTドコモ代表取締役社長）
- 米原眞司（ガラス工芸家）